# Gossypium lobatum
Gossypium lobatum är en malvaväxtart som beskrevs av Howard Scott Gentry. Gossypium lobatum ingår i släktet bomull, och familjen malvaväxter. Inga underarter finns listade i Catalogue of Life.